# Argos Teatro
Argos Teatro es un grupo de teatro fundado por el director cubano Carlos Celdrán en 1996, en La Habana, Cuba. 
Después de trabajar en otra agrupación durante once años, Carlos Celdrán comienza a entrenar a actores graduados de diferentes escuelas de arte y decide formar su propio grupo.
Con Argos Teatro, Carlos Celdrán ha establecido un laboratorio permanente para actores y estudiantes en la búsqueda de un lenguaje común. Hoy, algunos de sus actores han comenzado a dirigir sus propios trabajos y otros han comenzado a entrenar actores en diferentes escuelas de arte.
Carlos Celdrán ha recibido ocho Premios de la Crítica, tres Premios Caricato, un Gran Premio de puesta en escena en el Festival Nacional de Teatro de Camagüey en el 2004, un Primer Premio de puesta en escena en el 2006 y una Mención de puesta en escena en el 2002. 
Carlos Celdrán recibió la Distinción por la Cultura Nacional en el año 2000.
Varios de los integrantes del grupo han recibido también premios en el Festival Nacional de teatro, y otros premios otorgados por la crítica y otras instituciones culturales.
El grupo ha representado obras como las siguientes: La Tríada o La Pequeña Orestíada, basado en La Orestíada de Esquilo; Las Moscas de Jean Paul Sartre; Baal y El Alma Buena de Se-Chuan, de Bertolt Brecht; La Vida es Sueño de Calderón de la Barca; La Señorita Julia de August Strindberg; Roberto Zucco de Bernard-Marie Koltès; Vida y Muerte de Pier Paolo Pasolini de Michel Azama: Stockman, Un Enemigo del Pueblo, de Henrik Ibsen; Chamaco, de Abel González Melo; todas ellas dirigidas por el propio Carlos Celdrán.
Argos Teatro ha realizado giras por Cuba, México, Venezuela, Colombia, y Alemania.
Carlos Celdrán es profesor del Instituto Superior de Arte de Cuba.
En el 2017 su obra '10 millones' se presentó en Miami y en New York (Repertorio Español).